# Джейми Кембъл Бауър
Джеймс Меткалф Кембъл Бауър (роден на 22 ноември 1988) е английски актьор и певец.
Той прави своя пълнометражен филмов дебют през 2007 с поддържаща роля в Суини Тод: Бръснарят демон от Флийт Стрийт, и продължава участието си в сагата Здрач, Реликвите на смъртните: Град от кости и като младия Гелърт Гриндълуолд в Хари Потър и даровете на смъртта: първа част и Фантастични животни: Престъпленията на Гринделвалд.
През 2010 Бауър е част от главния актьорски състав на историческия сериал Камелот на Starz и Will по телевизия TNT. През 2022 Бауър получава добри отзиви за изпълнението си като Векна в четвъртия сезон на Странни неща. От 2015 до 2020 той е фронтмен на лондонската група Counterfeit.

## Ранен живот
Бауър е роден в Лондон. Майка му е музикален мениджър, а баща му работи за Гибсън Корпорейшън. Негов далечен прадядо от майчина страна е сър Джон Кембъл от Airds, лейтенант губернатор на Сейнт Винсент и Гренадини. Той изпитва наклонност към музиката и представленията още от ранна детска възраст. Започва да свири на цигулка, на която се научава по метода Сузуки. Посещава Bedales, независимо училище със съвместно обучение в Хампшър и е бивш член на Националния младежки музикален театър и на Националния младежки театър.

## Кариера

### Актьорска кариера
Бауър започва своята професионална кариера с приятелката си Лора Мишел Кели, която го препоръчва на свой агент. Той става модел на непълно работно време чрез Select Model Management в Лондон. През 2008 той изиграва Рокър във филма Рокенрола и Джак в Зима по време на война. През 2009 участва в ремейк 2009 в сериала Затворникът като номер 11 – 12.
Също така той играе вампира Кай Волтури във филма Здрач: Новолуние и в двете части на Здрач: Зазоряване. Бауър се появява и като младия Гелърт Гриндълуолд, тъмният магьосник победен от Албус Дъмбълдор във филма от 2010 Хари Потър и даровете на смъртта: първа част. Той повтори същата роля във филма от 2018 Фантастични животни: Престъпленията на Гриндълуолд, превръщайки се един от двамата актьори, които да участват и в двата филмови франчайза. В телевизионни сериал от 2011 Камелот той изиграва Крал Артур. През 2010 участва в музикално видео "Young (Belane) от The Xcerts.
През 2012 Бауър се появява в музикално видео „Never Let Me Go“ от Florence + The Machine. Той играе Джейс Уейланд в Реликвите на смъртните: Град от кости, филм адаптация от 2013 на сериала Реликвите на смъртните от Касандра Клеър. През декември 2013 се присъединява към Кампанията на Blueberry за пролет/лято 2014.
През юни 2015 Бауър Бауър започва да играе ролята на Джо в мюзикъла на Уест Енд Ритай като Бекъм. През 2017 той е на оригиналните TNT серии Will. През януари 2019 е обявено, че Бауър ще участва в прелюдийния сериал Игра на тронове, озаглавен Bloodmoon (също познат и като The Long Night) но от HBO разгласяват, че са решили да не изберат шоуто до сериал през октомври 2019. Година по-късно той участва във филма Six days of Sistine, разпределен от Мбур дистрибутор на независими филми и със съвместното участие Еларика Джонсън.От 2015 г. Бауър озвучава Скиф във франчайза Томас & приятели, участвайки в телевизионното шоу, два домашни видеоклипа и игралния филм Легендата на Содор за изгубеното съкровище.
През 2022 Бауър участва като Хенри Крийл / One / Векна в четвъртия сезон на телевизионните серии на Netflix Странни неща. Ролята е изисквала до осем часа на ден, за да бъде приложен грима на Векна.

### Музикална кариера
Бауър е фронтмен и певец на бандата Counterfeit, която пуска своя първи албум през март 2017 и прави ексурзия в САЩ същата година. През ноември 2020 обявява разпадането на бандата през тяхната Instagram страница.

## Личен живот
През февруари 2010 Бауър потвърждава, че има срещи с актрисата Бони Райт, която среща в Хари Потър и даровете на смъртта: първа част. През април 2011 потвърждават, че са се сгодили. Година по-късно на 30 юни те приятелски прекратяват своя годеж.

## Дискография

### Сингли
| Година | Освободен  | Заглавие                  | Албум                      |
| ------ | ---------- | ------------------------- | -------------------------- |
| 2020 г | 2 декември | Парализиран               | Пролог (на живо от олтера) |
| 2020 г | 9 декември | Запалете огъня            | Пролог (на живо от олтера) |
| 2022 г | 14 април   | Врана                     | Сингъл извън албума        |
| 2022 г | 27 май     | Run On (feat. King Sugar) | Сингъл извън албума        |
| 2022 г | 27 май     | Дяволът в мен             | Сингъл извън албума        |

## Филмография

### Филм
| година | Заглавие                                                     | Роля                       | Бележки          |
| ------ | ------------------------------------------------------------ | -------------------------- | ---------------- |
| 2007 г | Суини Тод: Бръснарят демон от Флийт Стрийт                   | Антъни Хоуп                |                  |
| 2008 г | Рокенрола                                                    | Рокер                      |                  |
| 2008 г | Зима по време на война                                       | Джак                       |                  |
| 2009 г | Сагата Здрач: Новолуние                                      | Кай                        |                  |
| 2010 г | Хари Потър и Даровете на Смъртта – Част 1                    | Младият Гелерт Гринделвалд |                  |
| 2010 г | Лондонски булевард                                           | Бяло момче                 |                  |
| 2011 г | Анонимен                                                     | Младият Ърл Оксфорд        |                  |
| 2011 г | Сагата по здрача: Зазоряване – част 1                        | Кай                        |                  |
| 2012 г | Сагата по здрача: Зазоряване – част 2                        | Кай                        |                  |
| 2013   | Оръдията на смъртта: Град от кости                           | Джейс Уейланд              |                  |
| 2015 г | Томас и приятели: Легендата на Содор за изгубеното съкровище | Скиф                       | Английски дублаж |
| 2018 г | Фантастични животни: Престъпленията на Гринделвалд           | Младият Галерд Гринделвалд |                  |
| 2019 г | Шестте дни на Сикстин                                        | Жан-Батист                 |                  |

### Телевизия
| година        | Заглавие                                 | Роля                      | Бележки                                  |
| ------------- | ---------------------------------------- | ------------------------- | ---------------------------------------- |
| 2007 г        | Вечерята                                 | Дъглас                    | Телевизионен филм                        |
| 2009 г        | Затворникът                              | 11 – 12                   | 6 епизода                                |
| 2011 г        | Камелот                                  | крал Артур                | 10 епизода                               |
| 2015 – 2020 г | Томас и приятели                         | Скиф (глас)               | 6 епизода                                |
| 2017 г        | Will                                     | Кристофър Марлоу          | 10 епизода                               |
| 2019 г        | Игра на тронове без заглавие предистория |                           | Отменен пилот                            |
| 2019 г        | Градски митове                           | Мик Джагър                | Епизод: „Мик Джагър и принцеса Маргарет“ |
| 2022 г        | Странни неща                             | Хенри Крийл / One / Vecna | 9 епизода                                |

### Сцена
| година | Заглавие         | Роля                 | Място на провеждане       | Бележки      |
| ------ | ---------------- | -------------------- | ------------------------- | ------------ |
| 1999 г | Клаксон!         |                      | Кралски национален театър | Западен край |
| 2002 г | Сънуването       |                      | Театър Ивон Арно          | Регионален   |
| 2002 г | Сънуването       | Театър Джордж Скуеър | Edinburgh Fringe Festival |              |
| 2015 г | Ритай като Бекъм | Джо                  | Театър Феникс             | Западен край |

### Музикални видеоклипове
| година | Заглавие                                  | Роля            |
| ------ | ----------------------------------------- | --------------- |
| 2012 г | „Never Let Me Go“ от The Florence Machine | Любовен интерес |

## Награди и номинации
| година | награда                    | Категория                                   | работа                                | Резултат  |
| ------ | -------------------------- | ------------------------------------------- | ------------------------------------- | --------- |
| 2011 г | Национални филмови награди | Един за гледане: Британците стават глобални | сам                                   | Спечелен  |
| 2014 г | Teen Choice Awards         | Избор на филмов актьор: Екшън               | Реликвите на смъртните: Град от кости | Номиниран |